# Bausch
Bausch, Bauš är efternamn som kan avse:
- Christian (Felix Albert Eugen) Bausch (1933–2014), svensk diplomat
- Dorothy "Dotsie" (Lee) Bausch (född 1973), amerikansk tävlingscyklist
- James "Jim" (Aloysius Bernard) Bausch (1906–1974), amerikansk friidrottare
- (Philippine) "Pina" Bausch (1940–2009), tysk koreograf